# Cultura de Longshan
La cultura de Longshan (en chino, 龙山文化) surgió a finales del Neolítico, próxima al curso medio y bajo del río Amarillo, en China. Recibe su nombre de Longshan, provincia de Shandong, donde en el sitio arqueológico de Chengziya tuvo lugar el primer yacimiento arqueológico hallado de esta cultura en 1928, y las primeras excavaciones tuvieron lugar en 1930 y 1931 La cultura de Longshan está datada por los arqueólogos entre el tercer y el segundo milenio a. C.
Una característica distintiva de esta cultura era el alto nivel técnico de su cerámica, como indican los numerosos vestigios de potes y vasijas cerámicos encontrados. 
La cultura de Longshan también marcó la transición para el establecimiento de ciudades, indicado por los vestigios de muros de tierra prensada encontrados, como el yacimiento arqueológico de Taosi. El cultivo de arroz ya estaba claramente establecido en el periodo. 
La población neolítica china alcanzó su apogeo durante la cultura de Longshan. Con el fin de la cultura de Longshan, la población decreció notablemente; indicado por la brusca desaparición de vasijas de cerámica de alta calidad, que solían hallarse en abundancia entre los vestigios de ritos fúnebres.

## Historia

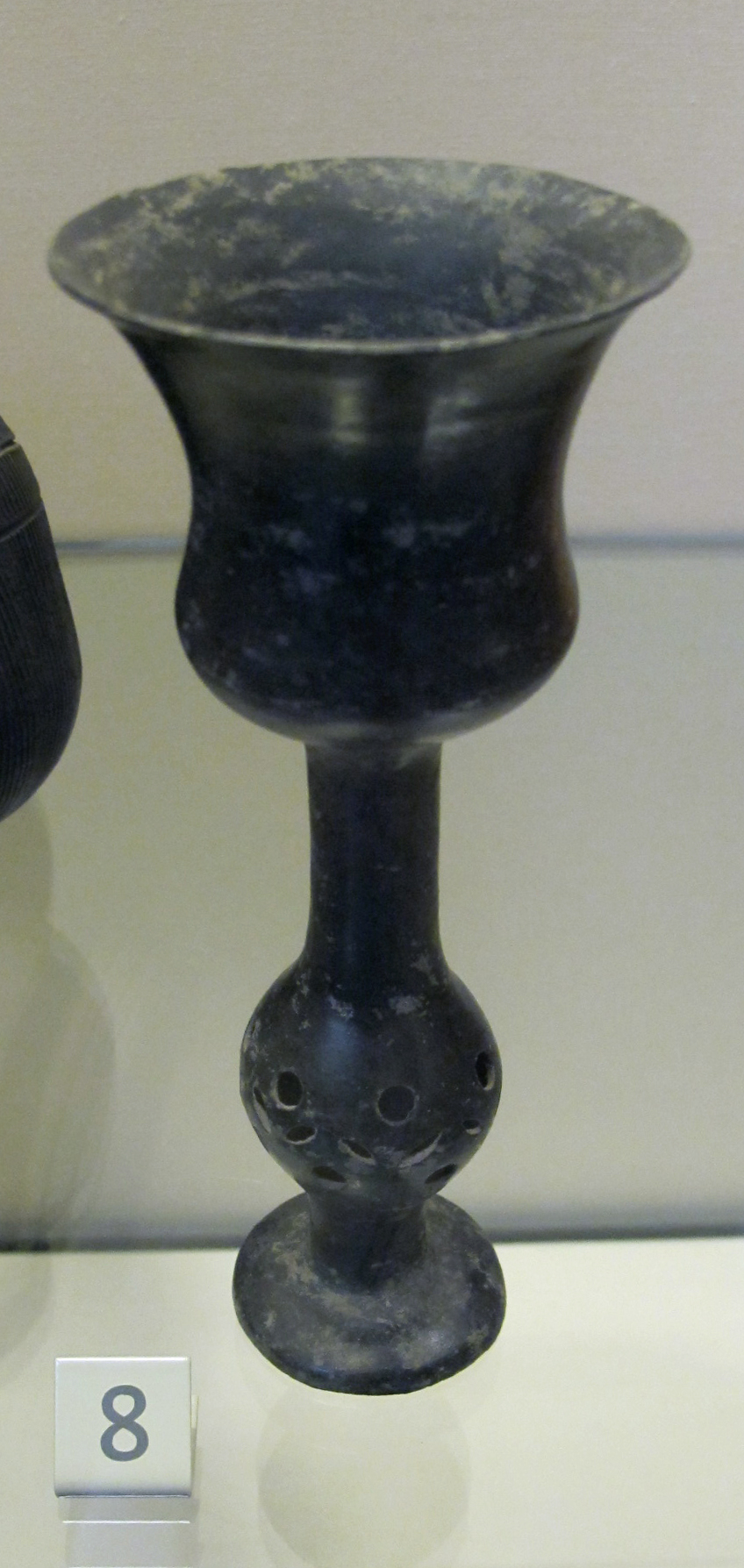
Cerámica negra tipo cáscara de huevo del periodo Shandong en Longshan

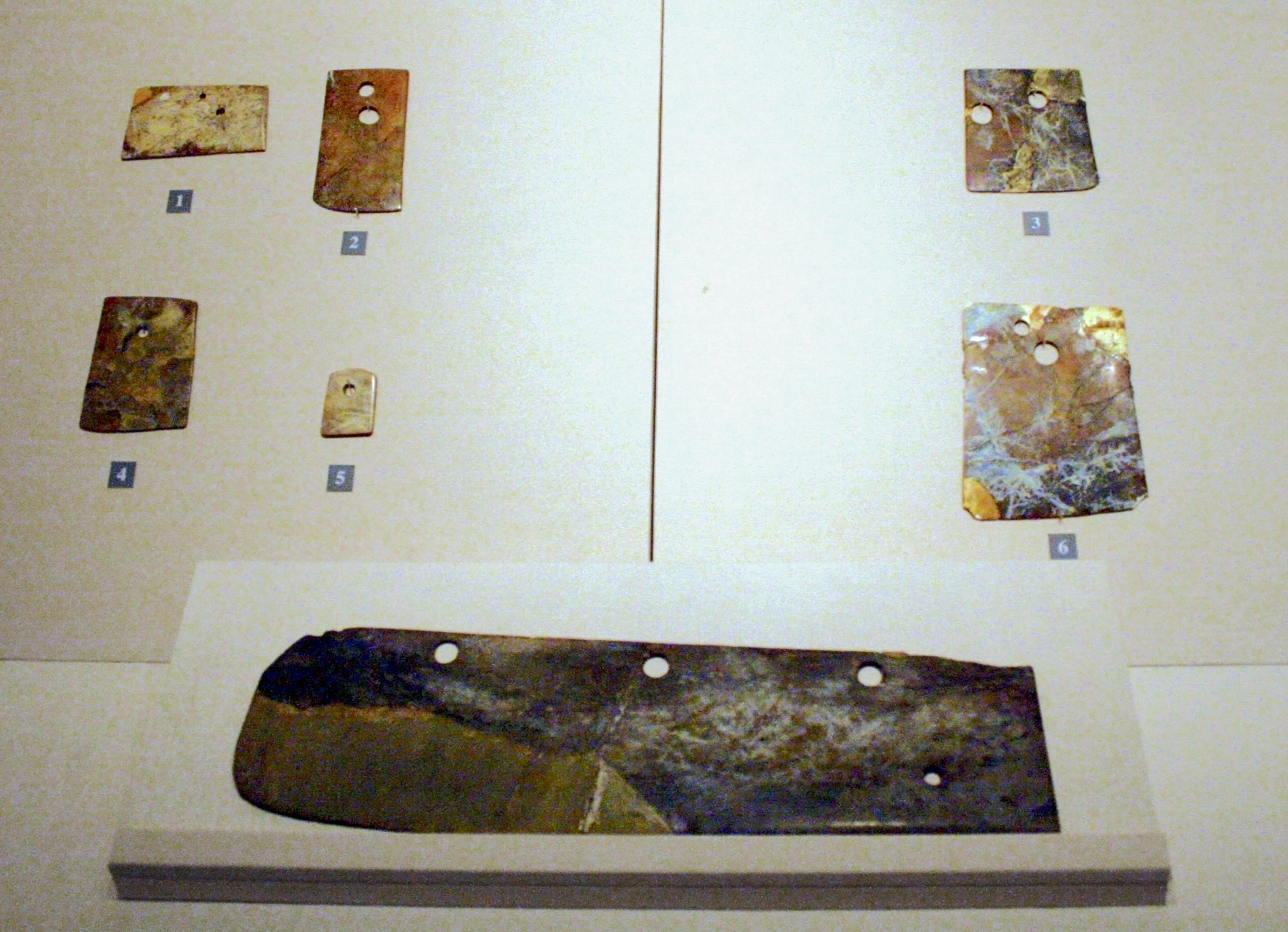
Piezas de jade del periodo Shandong en Longshan

Una característica distintiva de la cultura de Longshan fue el alto nivel de destreza en la fabricación de cerámica incluyendo el uso de tornos de alfarero, que producían cerámica de capas finas y pulidas en negro.
Esta cerámica estaba extendida en el norte de China, aunque también se encontró en el valle del río Yangtsé e incluso en un punto tan lejano como la costa sudeste. Hasta los años 50 tal cerámica negra era considerada el principal diagnóstico, y todos estos yacimientos fueron vinculados a la cultura de Longshan. En la primera edición de su influyente estudio La Arqueología de la Antigua China, publicada en 1963, Kwang-chih Chang describió el área completa como un "horizonte longshanoide", sugiriendo una clara cultura uniforme atribuida a la expansión desde una zona central en la Llanura Central. Hallazgos más recientes han descubierto mucha más diversidad regional que lo anteriormente estipulado, de manera que muchas culturas locales incluidas dentro del horizonte longshanoide de Chang actualmente se interpretan como culturas distintas, y el término "cultura de Longshan" queda restringido al valle medio y bajo del río Amarillo. Por ejemplo, la cultura coetánea del área baja del Yangtsé actualmente se denomina cultura Liangzhu. Al mismo tiempo los investigadores reconocieron la diversidad presente en el valle del río Amarillo distingiendo variantes regionales en Henan, Shanxi y Shaanxi de la cultura Shandong o Longshan "clásica". En la cuarta edición de su libro (1986), Chang cambió su teoría centrada en la Llanura Central a la teoría de culturas regionales diferenciadas cuyo desarrollo fue impulsado mediante la interacción entre regiones, un escenario que él denominó la "esfera de interacción china". También en los años 80, Yan Wenming propuso el término "era de Longshan" para abarcar las culturas del Neolítico tardío (tercer milenio a. C.) en la zona, aunque asignó a la Llanura Central un papel principal.

## Agricultura
El cultivo más importante era la moha, pero también se han encontrado trazas de mijo, arroz y trigo. Los granos de arroz fueron hallados en Shandong y en el sur de Henan, y se descubrió un pequeño campo de arroz en la península de Liaodong. Se han recuperado herramientas para plantar, cosechar y moler el grano.
La carne más consumida era la de cerdo. Aparentemente la oveja y la cabra estaban domesticadas en la zona de la Meseta de Loes en el cuarto milenio a. C., se domesticaron en el oeste de Henan en el 2800 a. C., y desde entonces su domesticación se extendió a lo largo de la zona del curso medio y bajo del río Amarillo. También se consumía carne de perro, particularmente en Shandong, aunque la ganadería era menos importante.
También era conocida la domesticación y cría del gusano de seda en formas tempranas de sericicultura, con una producción de pequeña escala.

## Rituales
Se han hallado en Shaanxi y en el sur de Henan escápulas de bueyes, cerdos, ovejas y ciervos que eran quemados como forma de adivinación.

## Periodo temprano
Las excavaciones en los años 50 en Shanxian, la zona occidental de Henan, identificaron una fase Miaodigou II (3000 al 2600 a. C.) transitoria entre la cultura de Yangshao precedente y la Longshan tardía de Henan.